# Odusia
L'Odusia (Odissea) és un poema èpic del poeta llatí Livius Andronicus, realitzat cap a la fi del segle iii aC, que constitueix el primer testimoniatge literari d'una epopeia en llengua llatina, a més de ser, segons gran consens entre els especialistes, la primera obra literària en llengua llatina. Es tracta d'una traducció o d'una versió de l'Odissea d'Homer, en versos saturnis.
De l'Odusia ens n'han pervingut aproximadament quaranta fragments. A la traducció del primer vers de l'Odissea homèrica, Livi conserva la disposició i el valor dels termes, substituint tanmateix les referències a les Muses per la invocació de les divinitats romanes de les Camenes. Així, l'original Ἄνδρα μοι ἔννεπε, Μοῦσα, πολύτροπον (Conta’m, Musa, aquell home de gran ardit [...], segons la traducció de Carles Riba) esdevé Virum mihi, Camena, insece versutum. (Canta'm, Camena, l'heroi de múltiple enginy).